# Jon Harper-Smith
Jon Harper-Smith est un tireur sportif britannique.

## Palmarès
Jon Harper-Smith a remporté l'épreuve Hizadai (original) et s'est classé second à l'épreuve Sugawa (original) aux championnats du monde MLAIC organisés en 2004 à Batesville  aux USA  .